# Washington National Cathedral

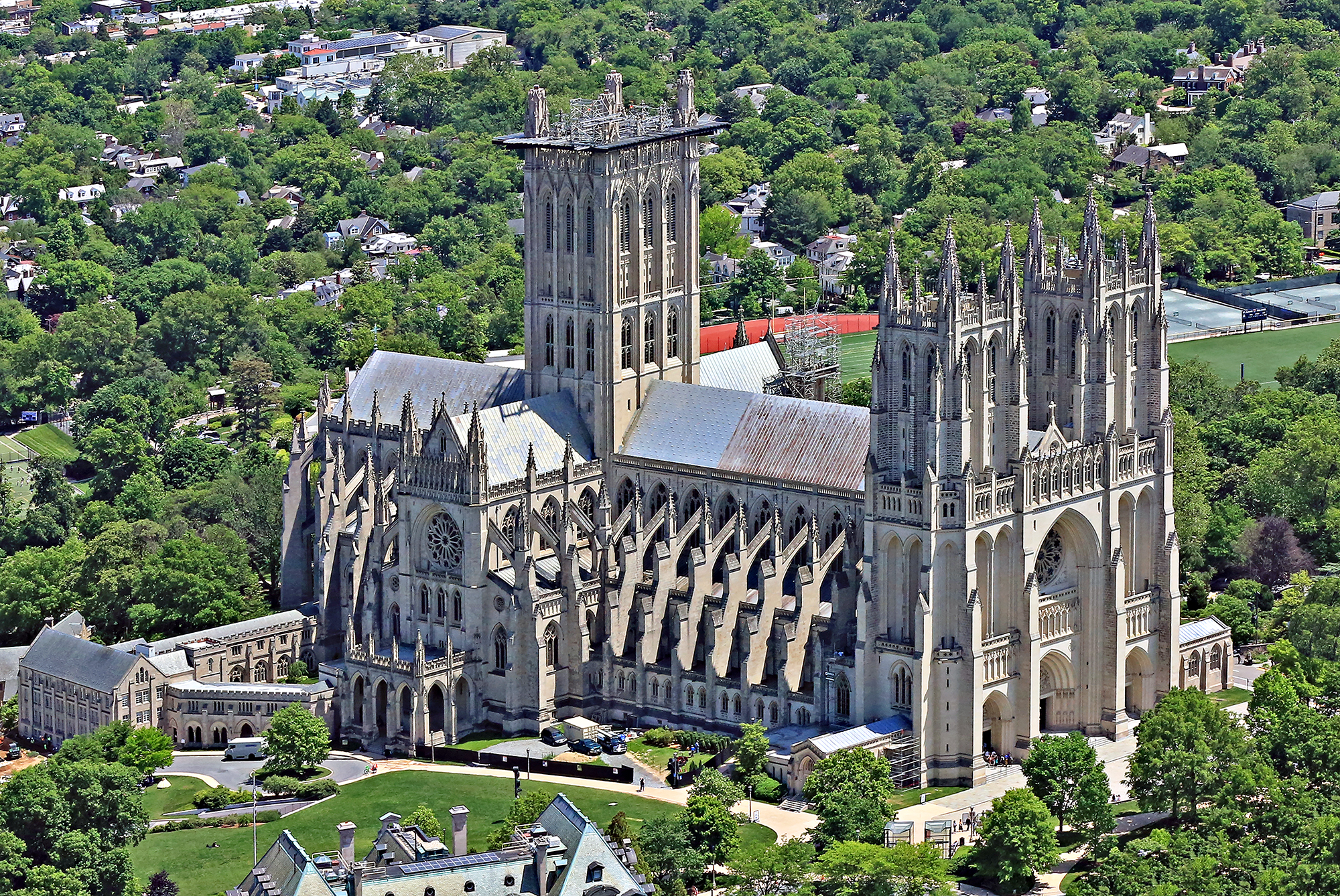
Luftaufnahme der Washington National Cathedral (Mai 2022)

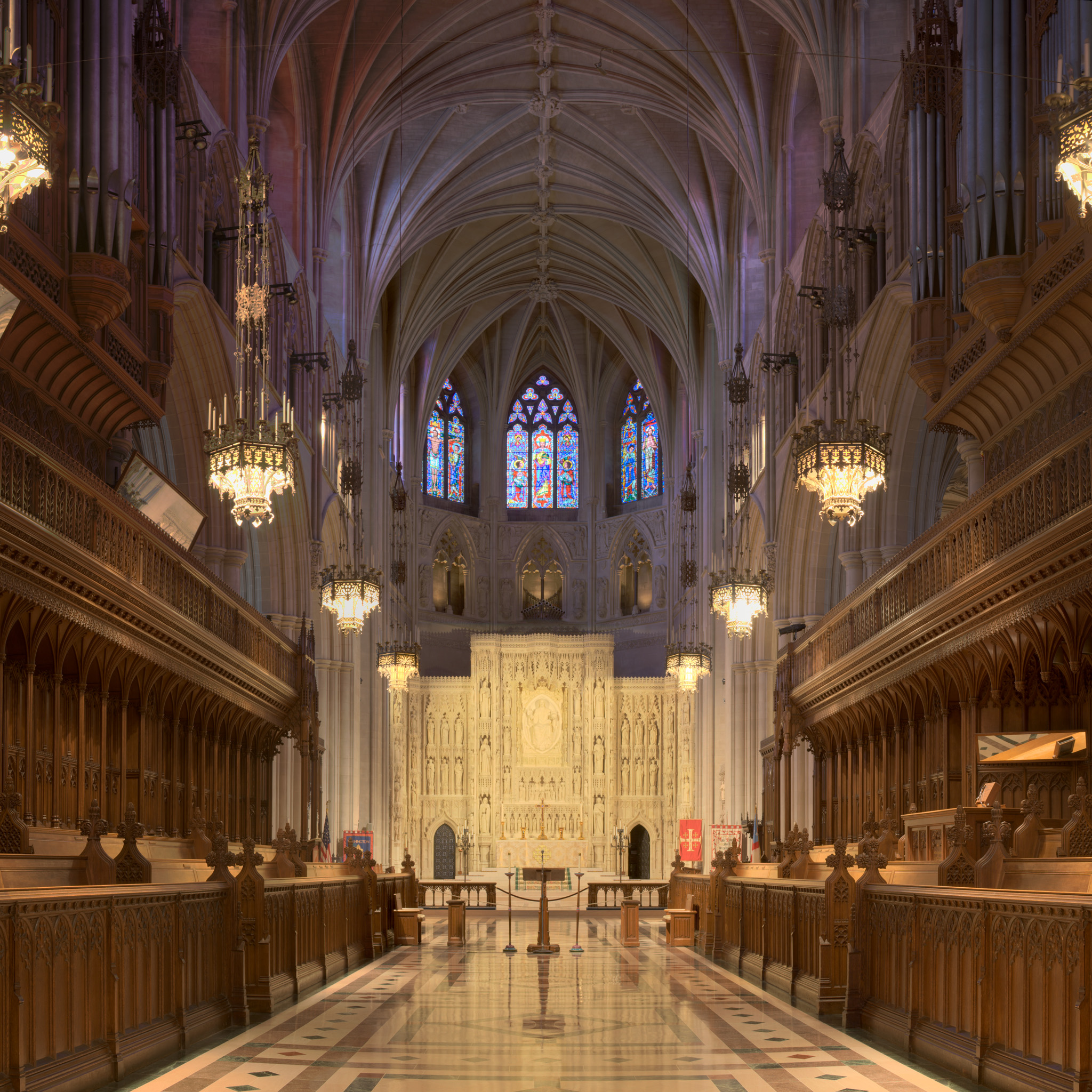
Der Altarraum

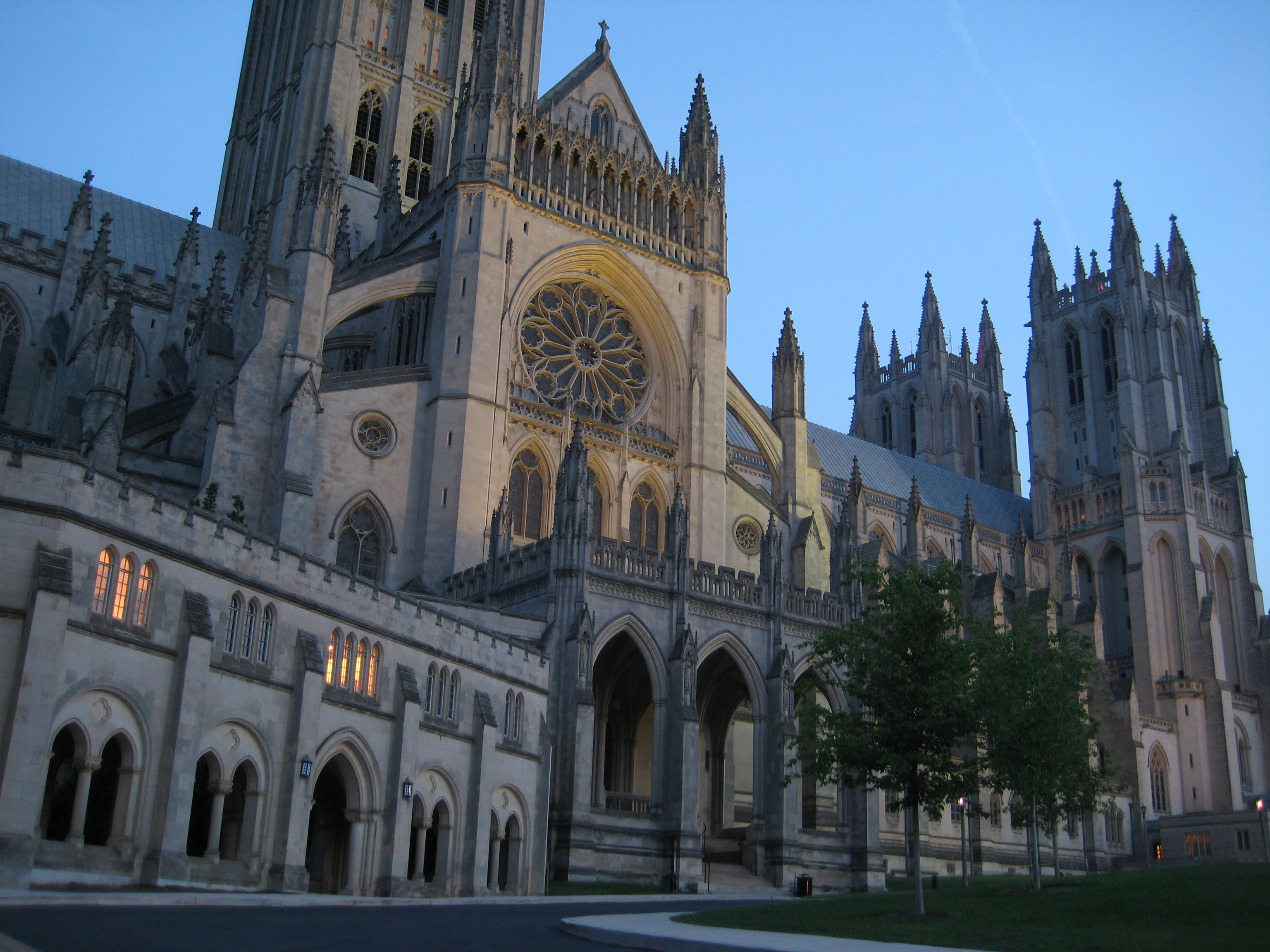
Außenansicht

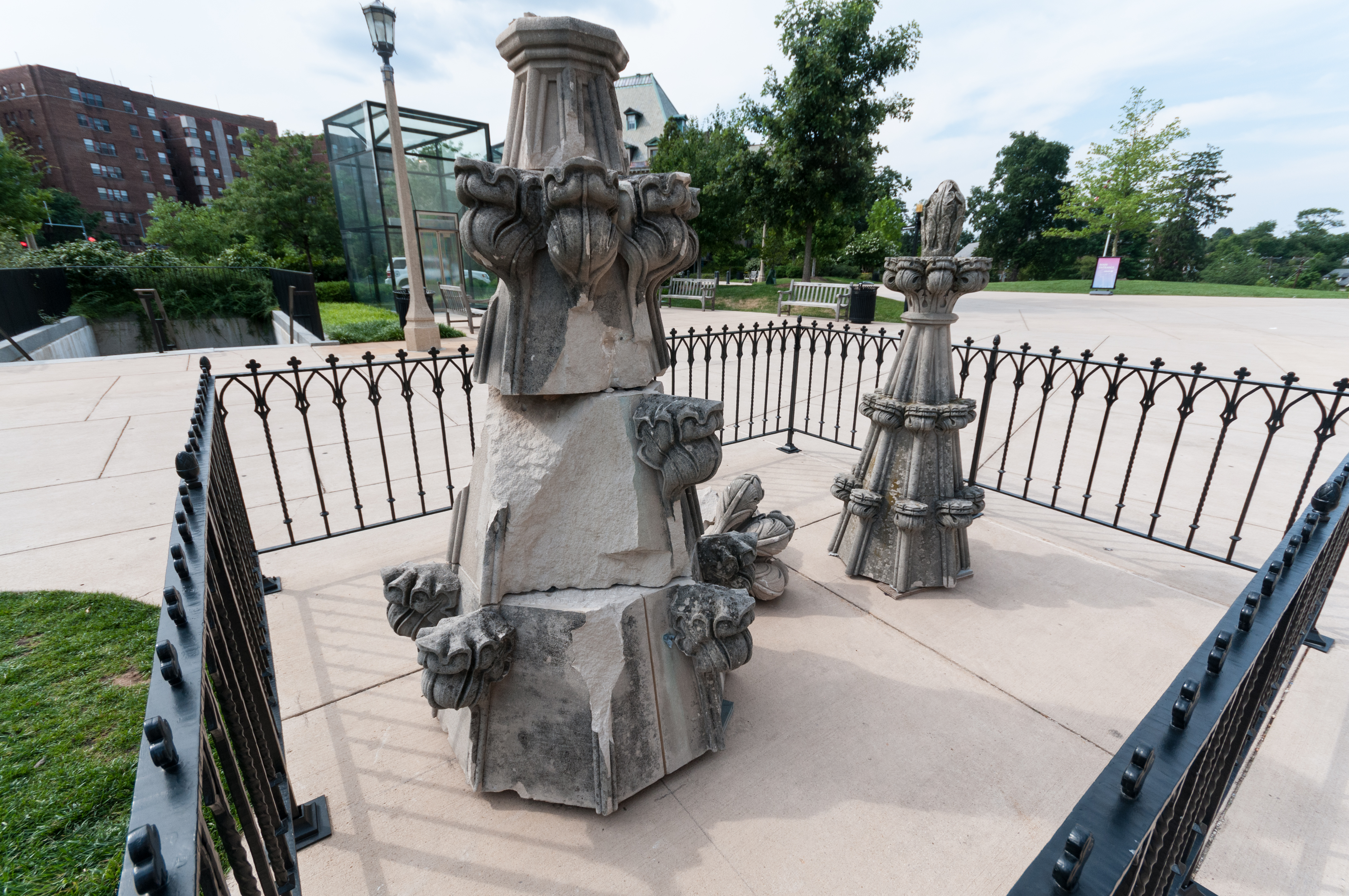
Beschädigte Turmspitzen vom Erdbeben 2011

Die Cathedral Church of Saint Peter and Saint Paul in the City and Diocese of Washington, bekannt als Washington National Cathedral, ist eine episkopale Kathedrale in Washington, D.C., der Hauptstadt der Vereinigten Staaten. Sie wird als Denkmal im National Register of Historic Places geführt und als das Nationale Haus des Gebets der USA bezeichnet.
Die Kathedrale ist der Amtssitz des Leitenden Bischofs (Presiding Bishop) der Episkopalkirche der Vereinigten Staaten (zurzeit: Sean Rowe) und gleichzeitig des Bischofs der Episkopalen Diözese von Washington (zurzeit: Mariann Edgar Budde). Sie ist die Mutterkirche der Episkopalkirche für den Bezirk von Columbia und die Countys Charles, St. Mary’s, Prince George’s und Montgomery im Staate Maryland. Der juristische Träger der Washington National Cathedral und ihrer Einrichtungen, der National Cathedral School, St. Albans School, Beauvoir School, und Cathedral College ist eine Stiftung, die Protestant Episcopal Cathedral Foundation.
Die Kathedrale befindet sich an der Kreuzung von Massachusetts Avenue und der Wisconsin Avenue im nordwestlichen Quadranten von Washington. Sie ist die sechstgrößte Kathedrale der Welt und die zweitgrößte in den USA.
Die Washington National Cathedral wurde am 6. Januar 1893 durch eine Gründungsurkunde des US-Repräsentantenhauses an die Bundesregierung angegliedert, erhält aber keine bundesstaatlichen, staatlichen oder städtischen Gelder. Den größten Anteil an der Finanzierung der Kathedrale trägt die National Cathedral Association. Der Bau begann 1907 mit der Grundsteinlegung in Gegenwart des US-Präsidenten Theodore Roosevelt und dauerte 83 Jahre; die letzte Kreuzblume wurde 1990 in Gegenwart von George H. W. Bush eingefügt.
Am 26. August 2011 wurde der Kirchenbau bei einem Erdbeben der Magnitude 5,8 leicht beschädigt. Mehrere Abschlusssteine auf den Turmspitzen brachen ab oder gerieten aus ihren Verankerungen. Ein herabfallendes Bruchstück durchschlug das Metalldach. An den Apsiden bildeten sich vereinzelt Risse.

## Leitende Personen
Obwohl die Kathedrale Sitz zweier Bischöfe ist, unterliegt sie anglikanischem Kirchenrecht entsprechend der Jurisdiktion des Domkapitels, das durch einen Dompropst geleitet wird.
Der momentane Dompropst (Dean) der Washington National Cathedral ist The Very Revd. Randolph Marshall Hollerith, der sein Amt 2016 antrat.
Die früheren Dompröpste waren:
- Alfred Harding (von 1909 bis 1916)
- George C. F. Bratenahl (von 1916 bis 1936)
- Noble C. Powell (von 1937 bis 1941)
- Zebarney T. Phillips (von 1941 bis 1942)
- John W. Suter (von 1944 bis 1950)
- Francis B. Sayre, Jr. (von 1951 bis 1978)
- John T. Walker (von 1978 bis 1989; gleichzeitig Bischof)
- Nathan D. Baxter (von 1992 bis 2003)
- Samuel T. Lloyd III. (von 2005 bis 2011)[4]
- Gary R. Hall (von 2012 bis 2015)[5]

## Gottesdienste

### Reguläre Gottesdienste
Im Domkapitel ist der Precentor, zurzeit die Kapitularin Revd. Carol L. Wade, für Gottesdienst und Kirchenmusik verantwortlich. Die Gottesdienste sind wie die Kathedrale selbst in der Lehre und der Praxis der Episkopalkirche verwurzelt und basieren auf der Tradition des Book of Common Prayer. Vier (im Sommer fünf) Gottesdienste werden jeden Werktag abgehalten, inklusive einer täglichen Messe. Von Sonntag bis Donnerstag singt einer der Chöre den Evensong, die anglikanische Form der Abendandacht. Der vierzig Minuten dauernde Gottesdienst wird von etwa 50 bis 75 Menschen besucht (an Sonntagen mehr). An Sonntagen werden fünf Eucharistiefeiern gefeiert, inklusive einer modernen Volksmesse, die in der Kapelle des St. Joseph of Arimathea stattfindet, und einer Eucharistie für Kranke am späten Nachmittag.
Die Kathedrale war außerdem die zeitweise Heimat verschiedener Gemeinden, inklusive einer jüdischen Synagogengemeinde und einer orthodoxen Gemeinde. Ebenso war sie der Ort mehrerer ökumenischer und religionsübergreifender Gottesdienste. Im Oktober 2005 wurde in der Kathedrale Reverend Nancy Wilson gesegnet und in das Amt des Moderators (Leiter der Glaubenslehre) der Metropolitan Community Church durch den vorhergehenden Moderator Troy Perry eingesetzt.
An jedem Weihnachtsfest bietet die Kathedrale besondere Gottesdienste an, die in die ganze Welt übertragen werden. Der Gottesdienst mit Bibellesungen und Weihnachtsliedern (Lessons and Carols) wird vom Public Radio International verbreitet und live gesendet. Christmas at Washington National Cathedral ist eine live übertragene Fernsehsendung der 9-Uhr-Messe am Weihnachtstag. Sie wird produziert von Albritton Communications und kann über bundesweit angeschlossene Fernsehsender in den meisten Städten der USA empfangen werden. Einige angeschlossene Fernsehsender senden den Gottesdienst mittags. Der Weihnachtsgottesdienst in der Kathedrale wird seit 1953 im Fernsehen übertragen.

### Bedeutende Gottesdienste
In der Washington National Cathedral fanden viele große Gottesdienste statt, die der Bedeutung der Kathedrale als „nationale Gebetsstätte für alle Menschen“ entsprechen. Zum Beispiel wurden während des Zweiten Weltkriegs monatlich Gottesdienste „im Namen eines vereinten Volks in einer Zeit der Not“ abgehalten. Die Kanzel in der Washington National Cathedral war die letzte, von der Martin Luther King vor seiner Ermordung im Jahr 1968 sprach.
Zu den bedeutenden Gottesdiensten zählen die Staatsbegräbnisse dreier US-Präsidenten: Dwight D. Eisenhower, der in der Kathedrale öffentlich aufgebahrt wurde (1969), Ronald Reagan (2004) und Gerald Ford (2007).
Gedenkgottesdienste fanden statt für die US-Präsidenten Warren G. Harding, William Howard Taft, Calvin Coolidge, Harry S. Truman (1973) und Richard Nixon (1994).
Außerdem fanden Gebetsgottesdienste zur Amtseinführung von US-Präsidenten statt. Dies betraf die Präsidenten Franklin Delano Roosevelt (1937), Ronald Reagan (1985), George H. W. Bush (1989), George W. Bush (2001 und 2005), Barack Obama (2009 und 2013), Donald Trump (2017 und 2025), Joe Biden (2021).
Weitere bedeutende Gottesdienste (Auswahl):
- Begräbnisfeier für die ehemalige First Lady Edith Wilson (1961)
- Gedenkgottesdienst für die ehemalige First Lady Eleanor Roosevelt (1962)
- Gedenkgottesdienst für die Opfer des Vietnamkriegs am 14. November 1982
- Begräbnisfeier für Handelsminister Ron Brown (1996)
- Begräbnisfeier für Botschafterin Pamela Harriman (1997)
- Begräbnisfeier für die Zeitungsverlegerin Katharine Graham (2001)
- Gedenkgottesdienst für die Opfer der Terroranschläge am 11. September 2001, bei dem Präsident George W. Bush eine Ansprache hielt[10]
- Evensong für die Opfer des Amoklaufs an der Virginia Tech (2007)
- Begräbnisfeier für die Bürgerrechtlerin Dorothy Height (2010)
- Gedenkgottesdienst für den Astronauten Neil Armstrong (2012)
- Gedenkgottesdienst für Nelson Mandela (2014)
- Gedenkgottesdienst für Senator John McCain (2018), bei der Barack Obama eine Ansprache hielt.
- Begräbnisfeier für Präsident George H. W. Bush (2018)
- Begräbnisfeier für die ehemalige Außenministerin Madeleine Albright, in Anwesenheit des amtierenden Präsidenten Joe Biden und der ehem. Präsidenten Barack Obama und Bill Clinton (2022)
- Begräbnisfeier für Präsident Jimmy Carter (2025)

Viele wichtige Gottesdienste waren religionsübergreifende Gottesdienste, zum Beispiel der Gedenkgottesdienst für die Opfer der Terroranschläge am 11. September 2001.
Mohammad Chātami, ehemaliger iranischer Staatspräsident, hielt am 7. September 2006 im Rahmen einer Konferenz mit dem Thema „Verständigung zwischen Zivilisationen und Kulturen“ eine Rede in der Kathedrale.

## Baugeschichte
1792 sah Pierre L’Enfants „Plan für eine Bundesstadt“ Land für eine „große Kirche für nationale Zwecke“ vor. Auf diesem Platz befindet sich heute die National Portrait Gallery. 1891 wurde eine Versammlung abgehalten, um die Pläne für eine nationale Kathedrale zu erneuern. 1893 erlaubte das US-Repräsentantenhaus der Protestant Episcopal Cathedral Foundation des Bezirks von Columbia, eine Kathedrale zu errichten. Die beeindruckende Stelle am Mount Saint Alban wurde ausgewählt. Henry Yates Satterlee, erster Episkopal-Bischof der Diözese von Washington, ernannte Frederick Bodley, Englands führenden anglikanischen Kirchenarchitekten, zum obersten Architekten. Henry Vaughan wurde zum aufsichtsführenden Architekten ernannt.
Am 29. September 1907, am Michaelistag, begann der Bau mit einer feierlichen Rede des US-Präsidenten Theodore Roosevelt und der Grundsteinlegung. 1912 wurde die Bethlehem-Kapelle in der Krypta der unvollendeten Kathedrale für Gottesdienste geöffnet, die seitdem täglich stattfinden. Nachdem der Bau der Kathedrale nach einer kurzen Unterbrechung im Ersten Weltkrieg wieder aufgenommen wurde, starben Bodley und Vaughan. Nach dem Ersten Weltkrieg führte General John J. Pershing die Bemühungen an, Gelder für die Kirche zu beschaffen. Der amerikanische Architekt Philip Hubert Frohman übernahm die Planung der Kathedrale und wurde zum leitenden Architekten ernannt. Die finanziellen Mittel für die nationale Kathedrale kamen vollständig aus privaten Quellen. Instandhaltung und Pflege sind weiter vollständig auf private Unterstützung angewiesen. Seit dem 3. Mai 1974 wird die Washington National Cathedral als Denkmal im National Register of Historic Places geführt.
Der Bauplan der Kathedrale wurde von George Bodley entworfen, einem hervorragenden britischen Neugotik-Architekten seiner Zeit, während Frederick Law Olmsted, Jr. ihn bis zum Abschluss umsetzte. Nachdem Bodley 1907 starb, überarbeitete sein Schüler Henry Vaughan den Originalentwurf, der das Stift als zu kraftlos ansah. Nach seinem Tod und der Einstellung der Arbeiten während des Ersten Weltkriegs stellte das Stift Philip Frohman mit Partnern ein, um das Gebäude vollenden zu lassen. Man verpflichtete Frohmann, eine vollendete Version des Bodley-Plans fertigzustellen: Darin waren die Ergänzung der Glockenspielsektion des Hauptturms, die Verbreiterung der Westfassade sowie viele kleinere Änderungen enthalten. Seit Frohmanns Tod im Jahre 1971 wurden keine größeren Änderungen vorgenommen. Ralph Adams Cram wurde wegen seiner Erfahrung mit der Cathedral of Saint John the Divine in New York City eingestellt, um Frohmann zu beaufsichtigen. Aber er bestand auf so vielen größeren Änderungen am Originalentwurf, dass Frohmann das Domstift davon überzeugte, ihn zu entlassen.

Bau der Washington National Cathedral (1932)

## Architektur

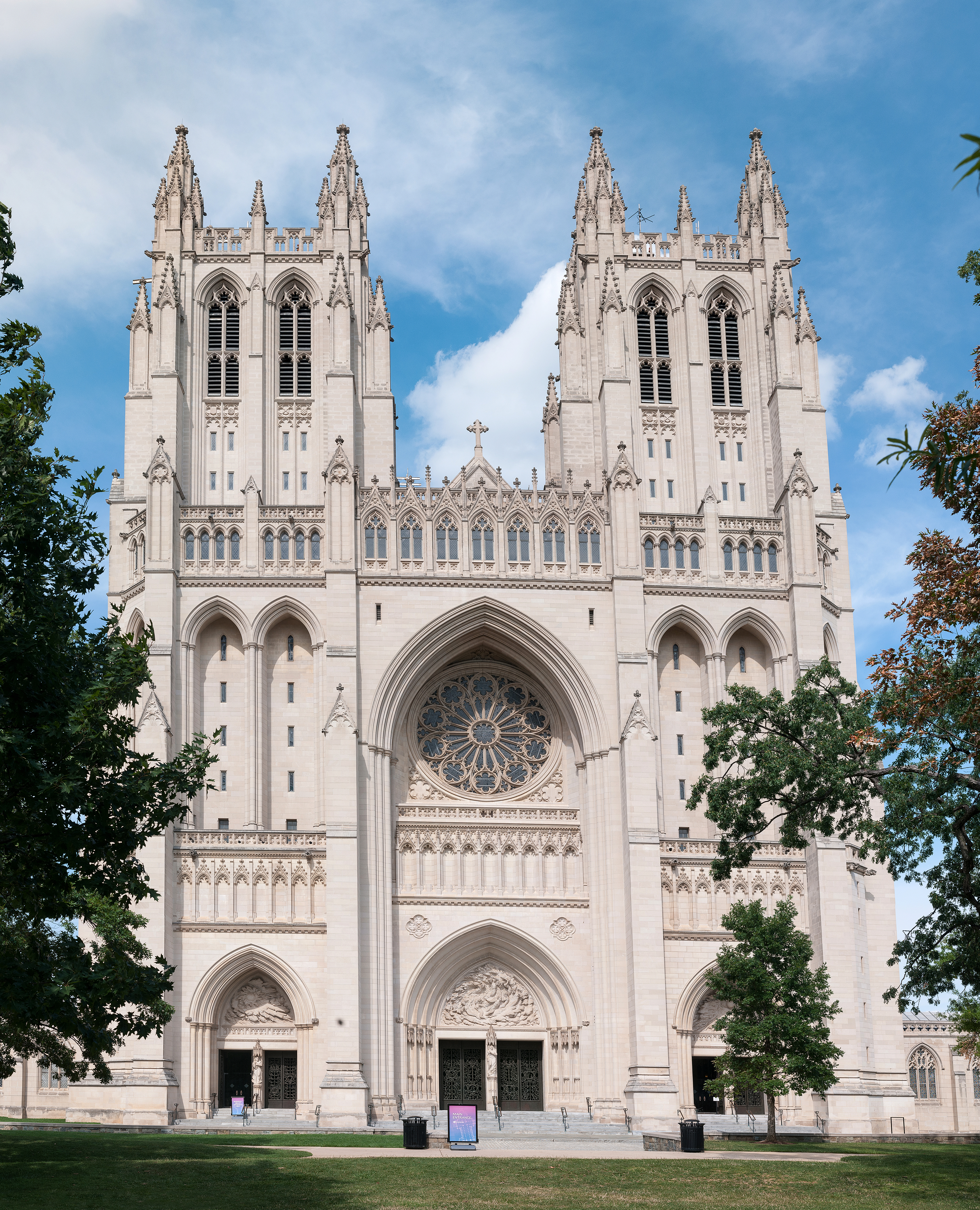
Westfassade

Die Washington National Cathedral wurde nach fast einem Jahrhundert der Planung und 83 Jahren Bauzeit am 29. September 1990 fertiggestellt. Ihr endgültiges Design zeigt eine Mischung von Einflüssen verschiedener gotischer Architekturstile des Mittelalters, erkennbar durch Spitzbögen, Schwibbögen, Deckengewölbe, Glasmalerei, in Stein gehauene Verzierungen und durch drei ähnliche Türme; zwei an der Westfront und ein Vierungsturm. Die Westfassade erinnert an die Bristol Cathedral.
Die Washington National Cathedral besteht aus einem langen, schmalen rechteckigen Kirchenschiff, das aus einem achtjochigen Hauptschiff und breiten Seitenschiffen gebildet wird, sowie einem fünfjochigen Altarraum, der sich mit einem sechsjochigen Querschiff kreuzt. Über dieser Vierung erhebt sich mit einer Höhe von 91 m (301 ft) der Gloria in Excelsis Tower. Seine Spitze liegt 206 m (676 ft) über dem Meeresspiegel und ist der höchste Punkt im Bezirk von Columbia; die Pilgrim Observation Gallery an seiner Spitze ermöglicht einen weiten Blick über die Stadt. Insgesamt liegt die Kathedrale 115 m (375 ft) über dem Meeresspiegel. Einmalig ist, dass der Turm zwei komplette Glockensätze besitzt: Einen Satz für Glockenspiele, der aus 53 Glocken besteht, und einen Satz für Wechselläuten, der aus 10 Glocken besteht. Die Kathedrale befindet sich in einem 57 acre (230,000 m²) großen, gärtnerisch gestalteten Grundstück auf dem Mount Saint Alban.
Den Osterleuchter schuf Ulrich Henn, wie auch das Petrusportal (1987) und das Mittelportal (1979) an der Westfassade. Der im ersten Stock liegende Vorbau, der am südlichen Seitenschiff vorsteht, besitzt ein großes Portal mit einem herausgearbeiteten Tympanon. Dieses Portal kann durch die sogenannten Pilgrim Steps erreicht werden, eine 12 m (40 ft) breite Treppe.
Der größte Teil des Gebäudes wurde aus grauem Kalkstein erbaut, der in Indiana abgebaut wird. Moderne Materialien werden nur genutzt, um Balken und Sparren zu ersetzen, die man aus Holz gefertigt hatte: im Dachbereich durch Stahl oder durch Beton in den Stützstrukturen der Glocken und Ebenen in den Westtürmen.
Die Kanzel wurde aus Steinen der Canterbury Cathedral erbaut. Glastonbury Abbey lieferte Steine für die Kathedra, den Thron des Bischofs. In den Hochaltar wurde ein Felsstück des Gartengrabes in Jerusalem eingearbeitet.
Es gibt weitere künstlerische Arbeiten, so etwa die über zweihundert bunten Kirchenfenster, deren Bekanntestes das Space Window ist, zu Ehren des ersten Menschen, der den Mond betreten hat, und in dessen Zentrum ein Mondgesteinfragment eingelassen ist. Die meisten der dekorativen Elemente haben eine christliche Symbolik, die ein Hinweis auf die episkopalen Wurzeln der Kirche sind, aber die Kirche ist auch mit Denkmälern angefüllt, die an Personen und Ereignisse nationaler Bedeutung erinnern: Statuen von George Washington und Abraham Lincoln, in den Boden des Narthex eingebettete Staatssiegel, entlang des Kirchenschiffs aufgehängte Staatsflaggen und bunte Kirchenglasfenster, die an Ereignisse wie die Expedition von Lewis und Clark erinnern.
Die Kathedrale wurde absichtlich mit vielen asymmetrischen Rissen gebaut, im Einklang mit einer apokryphen mittelalterlichen Sitte, die zeigen soll, dass nur Gott perfekt sein kann. Die Architekten entwarfen die Kapellen der Krypta im romanischen Stil und datierten so die Gotik vor, so als ob die Kathedrale als Nachfolger früherer Kirchen errichtet worden sei, was für europäische Kathedralen häufiger vorkommt.
An der Außenseite der Kathedrale befinden sich über 200 figurative Wasserspeier. Eine davon zeigt Darth Vader. Während die Westtürme der Kathedrale gebaut wurden, veranstalteten die Bauherren einen Wettbewerb für Kinder, um dekorative Skulpturen für die Kathedrale zu entwerfen. Die Abbildung des niederträchtigen Vader, geformt von Jay Hall Carpenter und modelliert von Patrick J. Plunkett, wurde hoch auf dem nordwestlichen Turm der Kathedrale platziert, die dort die Rolle einer traditionellen Groteske erfüllt.

## Musik

### Chöre und Orchester
Der 1909 gegründete Männer- und Knabenchor der Washington National Cathedral ist momentan einer der wenigen Kathedralchöre in den USA, an die in englischer Chortradition eine Schule angegliedert ist. Die 18 bis 22 Sopran und Alt singenden Jungen sind zwischen 8 und 14 Jahren alt und besuchen als Stipendiaten die St. Albans Schule, eine der Kathedrale angeschlossene Schule für Knaben.
1997 wurde der Männer- und Mädchenchor der Kathedrale von Bruce Neswick gegründet, wobei er dieselben Männer verwendete, wie für den Männer- und Knabenchor. Die zwei Chöre teilen momentan ihre Gottesdienst-Pflichten und arbeiten gelegentlich zusammen. Die weiblichen Chormitglieder besuchen als Stipendiatinnen die National Cathedral School, die der Kathedrale angeschlossene Mädchenschule.
Beide Chöre haben kürzlich verschiedene CDs aufgenommen, darunter eine Weihnachts-CD, eine US-Erstaufnahme von Ståle Kleibergs Requiem for the Victims of Nazi Persecution und einer patriotischen CD mit dem Namen America the Beautiful.
Die Chöre proben separat als Teil ihres Stundenplans an jedem Vormittag in der Woche. Die Probenarbeit wird wie regulärer Unterricht benotet. Der Chöre singen täglich den Evensong (die Knaben montags und mittwochs, die Mädchen dienstags und donnerstags). Bei der Teilnahme am Sonntagsgottesdienst wechseln sich die Chöre ab, wobei sie dann vormittags in der Eucharistiefeier und nachmittags in der Abendandacht singen. Die Chöre singen ebenfalls in vielen bundesweiten und internationalen Veranstaltungen. Die Chöre spielen auch eine wichtige Rolle in der jährlichen Radiosendung Christmas at Washington National Cathedral, die landesweit am Weihnachtstag ausgestrahlt wird.

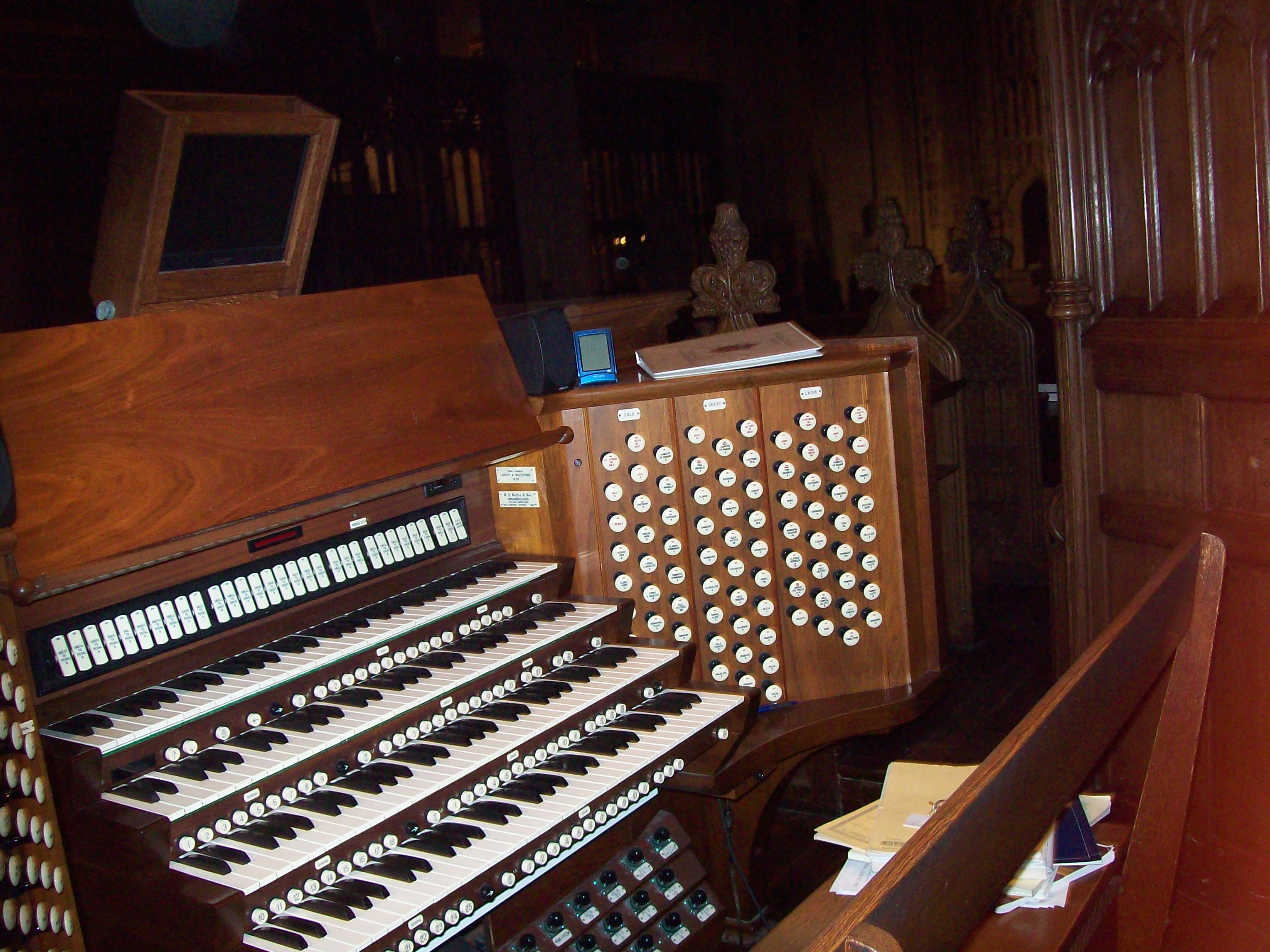
Spieltisch der Orgel

Der örtliche Symphoniechor der Washington National Cathedral ist die Cathedral Choral Society. Jeden Sommer spielt die Cathedral Choral Society mit dem National Symphony Orchestra.

### Musikalische Leitung
Musikdirektor ist momentan der Chorleiter Michael McCarthy. Erik Suter ist Organist und leitender Chorleiter. Scott Hanoian ist Assistent des Organisten und Chorleiter. Ehemalige Organisten und Chorleiter waren unter anderem Bruce Neswick, Edgar Priest, Robert George Barrow, Paul Callaway, Richard Wayne Dirksen, Douglas Major und James Litton.

### Orgel
Die große Orgel wurde 1938 von der Ernest M. Skinner Organ Company eingebaut. Das Instrument hat 157 Register (189 Pfeifenreihen, 10647 Pfeifen), davon 131 klingende Register, und 26 Transmissionen, auf vier Manualen und Pedal. Hauptwerk (Great), Chorwerk (Choir), Schwellwerk, Solowerk und Pedal befinden sich in zwei Orgelgehäusen, die im Langhaus, links und rechts in die Triforien eingebaut sind. Brustwerk, Positiv und Galerie-Pedal befinden sich auf der nördlichen Empore (Gallery) im Querschiff, und verfügen über einen eigenen Spieltisch, sind aber von der Hauptorgel aus anspielbar.

| Hauptwerk C-c4   |       |
| Diapason         | 16′   |
| Violon           | 16′   |
| Bourdon          | 16′   |
| Prinzipal        | 8′    |
| Spitz Prinzipal  | 8′    |
| Waldflöte        | 8′    |
| Holz Bordun      | 8′    |
| Salicional       | 8′    |
| Violon           | 8′    |
| Erzähler         | 8′    |
| Oktav            | 4′    |
| Spitzoktav       | 4′    |
| Koppel Flöte     | 4′    |
| Quinte           | 2 ⁄3′ |
| Super Oktav      | 2′    |
| Blockflöte       | 2′    |
| Sesquialtera II  |       |
| Klein Mixtur IV  |       |
| Mixtur IV-V      |       |
| Scharf VI        |       |
| Terzzymbel VI-X  |       |
| Bombarde         | 16′   |
| Posthorn         | 8′    |
| Trompette        | 8′    |
| Clairon          | 4′    |
| Trompette en ch. | 4′    |
| Tuba Mirabilis   | 8′    |

| Chorwerk C-c4       |        |
| Gemshorn            | 16′    |
| Chimney Flute       | 8′     |
| Viola Pomposa       | 8′     |
| Viola Pomposa cel.  | 8′     |
| Chœur des Violes V  | 8′     |
| Viole Céleste II    | 8′     |
| Kleiner Erzähler II | 8′     |
| Principal           | 4′     |
| Harmonic Flute      | 4′     |
| Fugara              | 4′     |
| Rohrnasat           | 2 ⁄3′  |
| Hellflöte           | 2′     |
| Terz                | 1 3⁄5′ |
| Mixture III-IV      |        |
| Glockenspiel II     |        |
| Orchestral Bassoon  | 16′    |
| Trumpet             | 8′     |
| Cromorne            | 8′     |
| Regal               | 8′     |
| Tuba Mirabilis      | 8′     |
| Trompette en ch.    | 8′     |
| Posthorn            | 8′     |
| Harp Celesta        | 8′     |
| Zimbelstern         |        |
| Tremolo             |        |

| Schwellwerk C-c4    |        |
|                     |        |
| 1st Division        |        |
| Violoncelle         | 16′    |
| Montre              | 8′     |
| Violoncelle cel. II | 8′     |
| Prestant            | 4′     |
| Plein Jeu V         |        |
| Cymbale IV          |        |
| Bombarde            | 16′    |
| Trompette           | 8′     |
| Clairon             | 4′     |
|                     |        |
| 2nd Division        |        |
| Flûte Courte        | 16′    |
| Bourdon             | 8′     |
| Flûte à Fuseau      | 8′     |
| Viole de Gambe      | 8′     |
| Viole Céleste       | 8′     |
| Voix Céleste II     | 8′     |
| Flute Celeste II    | 8′     |
| Octave              | 4′     |
| Flûte Travesière    | 4′     |
| Nasard              | 2 ⁄3′  |
| Octavin             | 2′     |
| Tierce              | 1 3⁄5′ |
| Petit Jeu IV        |        |
| Posaune             | 16′    |
| 2ème Trompette      | 8′     |
| Hautbois            | 8′     |
| Cor d’Amour         | 8′     |
| 2ème Clairon        | 4′     |
| Tremolo             |        |
|                     |        |
| 3rd Division        |        |
| Flûte d’Argent      | 8′     |
| Chœur des Violes II | 8′–4′  |
| Éoliènne Céleste V  | 8′     |
| Voix Humaine        | 8′     |
| Tremolo             |        |

| Solowerk C-c4       |     |
| Diapason            | 8′  |
| Flauto Mirabilis II | 8′  |
| Gamba               | 8′  |
| Gamba Celeste       | 8′  |
| Orchestral Flute    | 4′  |
| Full Mixture VII    |     |
| Corno di Bassetto   | 16′ |
| Trompette harm.     | 8′  |
| French Horn         | 8′  |
| Corno di Bassetto   | 8′  |
| English Horn        | 8′  |
| Flügel Horn         | 8′  |
| Clairon harm.       | 4′  |
| Trompette en cham   | 8′  |
| Tuba Mirabilis      | 8′  |
| Posthorn            | 16′ |
| Posthorn            | 8′  |
| Tremolo             |     |

| Pedal C-g1          |         |
| Subbass             | 32′     |
| Kontra Violon       | 32′     |
| Contre Basse        | 16′     |
| Principal           | 16′     |
| Diapason            | 16′     |
| Bourdon             | 16′     |
| Violon              | 16′     |
| Violoncelle         | 16′     |
| Gemshorn            | 16′     |
| Flûte Courte        | 16′     |
| Quinte              | 10 2⁄3′ |
| Octave              | 8′      |
| Diapason            | 8′      |
| Spitzflöte          | 8′      |
| Gedackt             | 8′      |
| Violoncelle Céleste | 8′      |
| Flûte Courte 8′     |         |
| Quinte              | 5 1⁄3′  |
| Choralbass          | 4′      |
| Cor de Nuit         | 4′      |
| Fife                | 2′      |
| Rauschquint II      |         |
| Fourniture IV       |         |
| Acuta III           |         |
| Gross Kornett IV    |         |
| Bombarde Basse      | 64′     |
| Contra Bombarde     | 32′     |
| Contra Fagotto      | 32′     |
| Ophicléide          | 16′     |
| Bombarde            | 16′     |
| Fagotto             | 16′     |
| Trompette           | 8′      |
| Bombarde            | 8′      |
| Posthorn            | 8′      |
| Tuba Mirabilis      | 8′      |
| Trompette en ch.    | 8′      |
| Clairon             | 4′      |
| Zink                | 2′      |

| Positiv (Gallery) |        |
| Nason Gedackt     | 8′     |
| Rohrflöte         | 4′     |
| Nachthorn         | 2′     |
| Terz              | 1 3⁄5′ |
| Larigot           | 1 ⁄3′  |
| Sifflöte          | 1′     |
| Zymbel IV         |        |
| Rankett           | 4′     |
| Tremulant         |        |

| Brustwerk (Gallery) |       |
| Spitz Prinzipal     | 8′    |
| Praestant           | 4′    |
| Koppel Nasat        | 2 ⁄3′ |
| Lieblich Prinzipal  | 2′    |
| Mixtur IV–VI        |       |
| Rankett             | 8′    |

| Pedal (Gallery) |     |
| Gedacktbass     | 16′ |
| Oktav           | 8′  |
| Nason Gedackt   | 8′  |
| Superoktav      | 4′  |
| Rohrflöte       | 4′  |
| Rankett         | 16′ |
| Rankett         | 4′  |

## National Cathedral Association (NCA)
Die National Cathedral Association ist der Freundeskreis der Kathedrale für Fundraising und Öffentlichkeitsarbeit. Sie besteht landesweit aus über 14.000 Mitgliedern und ist in Ausschüsse unterteilt, die nach Bundesstaaten geordnet sind. Mehr als 88 Prozent ihrer Mitglieder leben außerhalb des Gebietes von Washington. Jedes Jahr hat ein Bundesstaat einen Staatstag in der Kathedrale, wobei sein Name in den Gebeten besonders erwähnt wird. Alle vier Jahre hat ein Bundesstaat einen Major State Day. An diesem Tag werden seine Bewohner dazu ermuntert, eine Pilgerreise zur Kathedrale zu machen, und Offizielle des Bundesstaates werden eingeladen, eine Rede zu halten. Die Flaggen aller amerikanischen Bundesstaaten hängen stets vom Obergaden des Hauptschiffs herab.

## Grabstätten
Die Washington National Cathedral, ihr Mausoleum und das Kolumbarium sind die letzten Ruhestätten namhafter amerikanischer Bürger:
- Larz Anderson († 1937), Kunstsammler und Mäzen
- Joseph E. Davies († 1958), Diplomat
- George Dewey († 1917), einziger Träger des Ranges Admiral of the Navy
- Philip Frohman († 1972), Architekt der Kathedrale
- Cordell Hull († 1955), Außenminister der USA, Friedensnobelpreisträger
- Helen Keller († 1968), taub-blinde Schriftstellerin
- Frank B. Kellogg († 1937), Außenminister der USA, Friedensnobelpreisträger
- John Raleigh Mott († 1955), Präsident des CVJM, Friedensnobelpreisträger
- Matthew Shepard († 1998), Student und Mordopfer
- Leo Sowerby († 1968), Gründungsdirektor des „College of Church Musicians“
- Anne Sullivan († 1936), Lehrerin und Freundin von Helen Keller. Die erste Frau, die in der Kathedrale begraben wurde.
- Stuart Symington († 1988), Politiker
- Henry Vaughan († 1917), Architekt der Kathedrale
- Woodrow Wilson († 1924), der 28. Präsident der Vereinigten Staaten – Wilson ist der einzige US-Präsident, der in Washington D.C. begraben liegt
- Edith Wilson († 1961), zweite Frau von Woodrow Wilson

Bischöfe der Episkopalkirche, welche in der Kathedrale bestattet sind:
- Henry Yates Satterlee († 1908), 1. Bischof der Episcopal Diocese of Washington
- Alfred Harding († 1923), 2. Bischof der Episcopal Diocese of Washington
- James E. Freeman († 1943), 3. Bischof der Episcopal Diocese of Washington
- Angus Dun (†  1971), 4. Bischof der Episcopal Diocese of Washington
- William Forman Creighton († 1987), 5. Bischof der Episcopal Diocese of Washington
- John Thomas Walker († 1989), 6. Bischof der Episcopal Diocese of Washington
- Ronald Hayward Haines († 2008), 7. Bischof der Episcopal Diocese of Washington
- Thomas John Claggett († 1816), 1. Bischof der Episcopal Diocese of Maryland

## Die Kathedrale in der Populärkultur
- Das Setting von Margaret Trumans Murder at the National Cathedral.
- Als Drehort von Mrs. Landinghams Begräbnis und Präsident Bartlets darauffolgender Tirade gegen Gott im zweiten Staffelfinale von The West Wing – Im Zentrum der Macht.
- Die Umgebung der Kathedrale: Das Gebiet in und um die Kathedrale wird oft, aber meistens vage, im Film Im Netz der Spinne erwähnt.
- Die Kathedrale ist ein Handlungsort in Dan Browns Roman Das verlorene Symbol.
- Einer der Wasserspeier ist der Figur des Darth Vader aus dem Krieg der Sterne nachempfunden.